# نصف دولار الذكرى المئوية لولاية تكساس
نصف دولار الذكرى المئوية لولاية تكساس قطعة تذكارية بقيمة خمسين سنتًا سُكت بواسطة مكتب سك العملة الأمريكي لهواة الجمع من عام 1934 إلى عام 1938. يظهر على الوجه الأمامي نسر ونجمة تكساس الوحيدة، بينما يُمثل الوجه الخلفي مشهدًا معقدًا يضم إلهة النصر المجنحة، بعثة ألامو، وصور الآباء المؤسسين لولاية تكساس سام هيوستن، وستيفن إف أوستن، إلى جانب الأعلام الستة فوق تكساس. أُقترحت هذه العملة من قِبل لجنة المئوية في تكساس التابعة للفيلق الأمريكي كإجراء لجمع التبرعات بمناسبة الذكرى المئوية لاستقلال تكساس عن المكسيك، وافق الكونغرس على إصدار العملة في عام 1933، مما أنهى توقفًا لعدة سنوات على إصدار عملات تذكارية جديدة في ظل إدارة هوفر. صُممت العملة من قِبل النحات بومبيو كوبيني، الذي كان في السابق مصمم العديد من المعالم العامة في تكساس. وافق على النماذج الأولية للعملة من قِبل اللجنة في مايو/أيار 1934، ولكن رفضتها لجنة الفنون الجميلة الأمريكية، اعتبرت التصميم مزدحمًا ومعقدًا للغاية. توصلوا إلى حل وسط، ودخلت العملة المعدنية مرحلة الإنتاج في دار سك العملة في فيلادلفيا في أكتوبر/تشرين الأول 1934.
تهدف اللجنة المئوية إلى تقديم هذه العملات المعدنية للمساعدة في تمويل متحف تكساس التذكاري في أوستن، وبيعها من خلال الفيلق الأمريكي والبنوك في جميع أنحاء تكساس. لم تُباع الغالبية العظمى من هذا الإصدار الأولي، المؤرخ في عام 1934، وأُرسل مرة أخرى إلى دار سك العملة لصهره للحصول على الفضة. أُنتجت إصدارات أصغر حجمًا في دور سك العملة في فيلادلفيا، دينفر، وسان فرانسيسكو على مدار السنوات الأربع التالية، حتى بعد الذكرى المئوية نفسها في عام 1936. أوقفت لجنة الذكرى المئوية لولاية تكساس بيع العملة المعدنية في نوفمبر/تشرين الثاني 1938. وعلى الرغم من قلة المبيعات نسبيًا، أثبت الإصدار شعبيته بين هواة جمع العملات، حيث ارتفعت قيمة العملات المعدنية تدريجيًا.

## التفويض
في أوائل عام 1930، صوتت منظمة الفيلق الأمريكي في تكساس للمشاركة في الذكرى المئوية لاستقلال تكساس في عام 1936، ودرست أفضل السبل للمساهمة في الاحتفالات، بما في ذلك معرض تكساس المئوي، وهو معرض عالمي من المقرر أن يُقام في دالاس في عام 1936. ترأس أ. جارلاند أداير لجنة المئوية، التي قررت إصدار عملة تذكارية، مستوحاة على الأرجح من نصف دولار أوريجون تريل التذكاري، مع استخدام الأرباح لتمويل متحف. كان عضو الكونغرس عن ولاية تكساس ويليام د. ماكفارلين، الذي يتمتع بعلاقات ودية مع اللجنة، دفع باتجاه إنشاء عملة معدنية لإحياء ذكرى المئوية. واقترح ممثل الولاية تيمبل هاريس ماكجريجور مثل هذه الطريقة للتمويل في مارس 1932، حيث اقترح إصدار 50 ألف عملة نصف دولار للبيع للمواطنين الوطنيين بسعر دولار واحد لكل منها.
قررت منظمة الفيلق الأمريكي أن الأموال المتولدة من العملات المعدنية تُستخدم لبناء مبنى متحف في حرم جامعة تكساس في أوستن كمساهمة منها في الذكرى المئوية لولاية تكساس. أدت المعارضة للعملات التذكارية بسبب المخاوف من التزوير إلى فشل العديد من أوراق النقد التذكارية خلال إدارة هربرت هوفر، بما في ذلك نصف دولار جادسدن الذي نُقض. كان المناخ السياسي في عهد إدارة فرانكلين د. روزفلت أكثر ملاءمة.
في السابع من يونيو/حزيران عام 1933، أقر مجلس الشيوخ الأمريكي مشروع قانون لإصدار نصف دولار تذكاري "إحياءً للذكرى المئوية لاستقلال تكساس في عام 1936 وللتضحيات النبيلة والبطولية التي قدمها روادها، الذين كانت ذكراهم مصدر إلهام لأبنائها وبناتها خلال القرن الماضي"، دون مناقشة مسجلة أو معارضة. قُدم مشروع القانون من قِبل السيناتور توم كونالي من تكساس؛ ورعايته في مجلس النواب من قِبل رايت باتمان، أيضًا من تلك الولاية. وعُرض على مجلس النواب في 10 يونيو/حزيران 1933، من قِبل مارتن ديز الابن من تكساس، بعد أن اجتاز بالفعل لجنة مجلس النواب المعنية بالعملات المعدنية، الأوزان، والمقاييس. سأل برتراند إتش. سنيل من نيويورك عن كيفية دفع ثمن قوالب العملات المعدنية، وسأل جيمس ماكلينتيك من أوكلاهوما عما إذا كان ديز سيسعى للحصول على مخصصات، لكن عضو الكونغرس ديز أكد لمجلس النواب أن الفيلق الأمريكي في تكساس سيدفع جميع النفقات. أصبح مشروع القانون قانونًا في 16 يونيو/حزيران 1933 بتوقيع الرئيس فرانكلين د. روزفلت، الذي أعطى القلم الذي استخدمه للتوقيع على القانون إلى السيناتور كونالي، الذي حث على تمرير التشريع. كان من المفترض أن يكون القلم هو المعروض الأول للمتحف الجديد.
نص مشروع القانون على إصدار ما يصل إلى 1.500.000 قطعة نقدية، التي يمكن شراؤها من قِبل لجنة الذكرى المئوية للفيلق الأمريكي في تكساس بالقيمة الاسمية، لإعادة بيعها لهواة الجمع. رغم أن الاحتفال بالذكرى المئوية لم يكن مُقررًا حتى عام 1936، فإن اللجنة خططت لإصدار عملات معدنية قبل ذلك، حتى تتمكن من تمويل مساهمة المتحف. وبموجب القانون، يمكن سك العملات المعدنية في عدة سنوات وفي عدة دور سك، مما يؤدي إلى إنشاء أنواع مختلفة يتعين على هواة الجمع الراغبين في الحصول على مجموعة كاملة شراؤها.

## تحضير

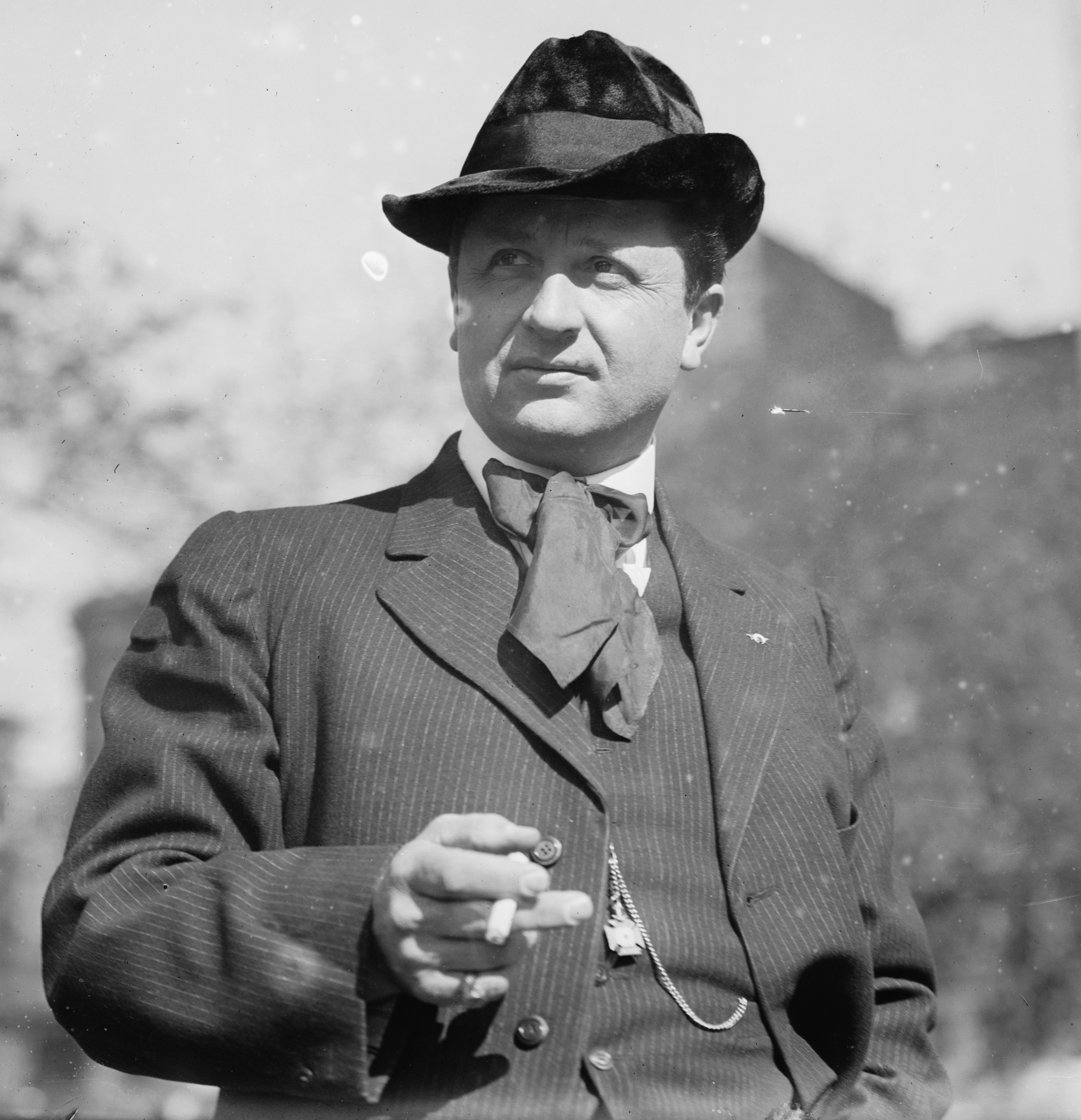
بومبيو كوبيني ، ق. 1910s

عينت لجنة الذكرى المئوية لولاية تكساس بومبيو كوبيني، وهو نحات إيطالي أمريكي بارز، لتصميم العملة. أثناء إقامته في تكساس، استخدم أيضًا استوديو في مدينة نيويورك. صمم كوبيني في السابق العديد من المعالم العامة في تكساس، بما في ذلك نافورة ليتل فيلد في جامعة تكساس في أوستن. وفقًا لأدير، لم يتقاضى كوبيني أي رسوم مقابل خدماته في تصميم العملة.
بحلول مايو/أيار 1934، أكمل كوبيني نماذج لكلا وجهي العملة، والتي وصفها لاحقًا عالم العملات دون تاكساي بأنها "بدائية بشكل غير عادي". شملت هذه العناصر عددًا كبيرًا من عناصر التصميم التي من المرجح أن تكون طلبتها لجنة المئوية نفسها. وبعد موافقة اللجنة، أُرسلت التصميمات إلى لجنة الفنون الجميلة بالولايات المتحدة (CFA) للفحص. انتقد تشارلز مور، رئيس اللجنة، سلسلة عملات النصف دولار التذكارية، وانتقد بشدة نماذج كوبيني الأولية، واصفًا إياها بأنها مزيج من "تاريخ تكساس بأكمله وجميع شخصياتها البارزة في مزيج مثالي". وصرح مور قائلًا: "الرؤوس صغيرة جدًا لدرجة أنها ستختفي على عملة فئة 50 سنتًا، ومع ذلك، فإن هذا المزيج تحديدًا هو ما يعتمد عليه سكان تكساس لبيع فضة بقيمة 25 سنتًا، مُحوّلة إلى عملة فئة 50 سنتًا، بسعر دولار واحد، من أجل جني المال اللازم لبناء مبنى ما. يبدو لي أنه من غير اللائق أن تُقرض حكومة الولايات المتحدة نفسها لمثل هذه المخططات".
انتقد النحات وعضو CFA لي لوري التصميم وكتب طلبًا موسعًا لإجراء تعديلات على تصميم النموذج. أوصى لوري بإزالة الأعلام الستة فوق تكساس، والإلهة المجنحة النصر، واستبدالها بتصميم يركز على ألامو، إلى جانب الآباء المؤسسين لولاية تكساس سام هيوستن، وستيفن إف أوستن.
وافقت اللجنة على توصيات لوري وأرسلتها إلى كوبيني وماكفارلين. وفي حين كتب كوبيني ردًا على ذلك أن النماذج كانت مخصصة كرسومات أولية، أصر ماكفارلين على استخدام التصاميم النموذجية. وفي نهاية المطاف، تخلى أعضاء CFA عن انتقاداتهم الأوسع للتصميم، قبلوا التعديلات على عناصر محددة. التقى لوري مع كوبيني في أوائل شهر يونيو/حزيران اتفق الاثنان على عدد من التغييرات. وافق اللجنة على التصميمات المنقحة في 25 يونيو/حزيران 1934، مع موافقة وزارة الخزانة بعد ذلك بفترة وجيزة.

## تصميم

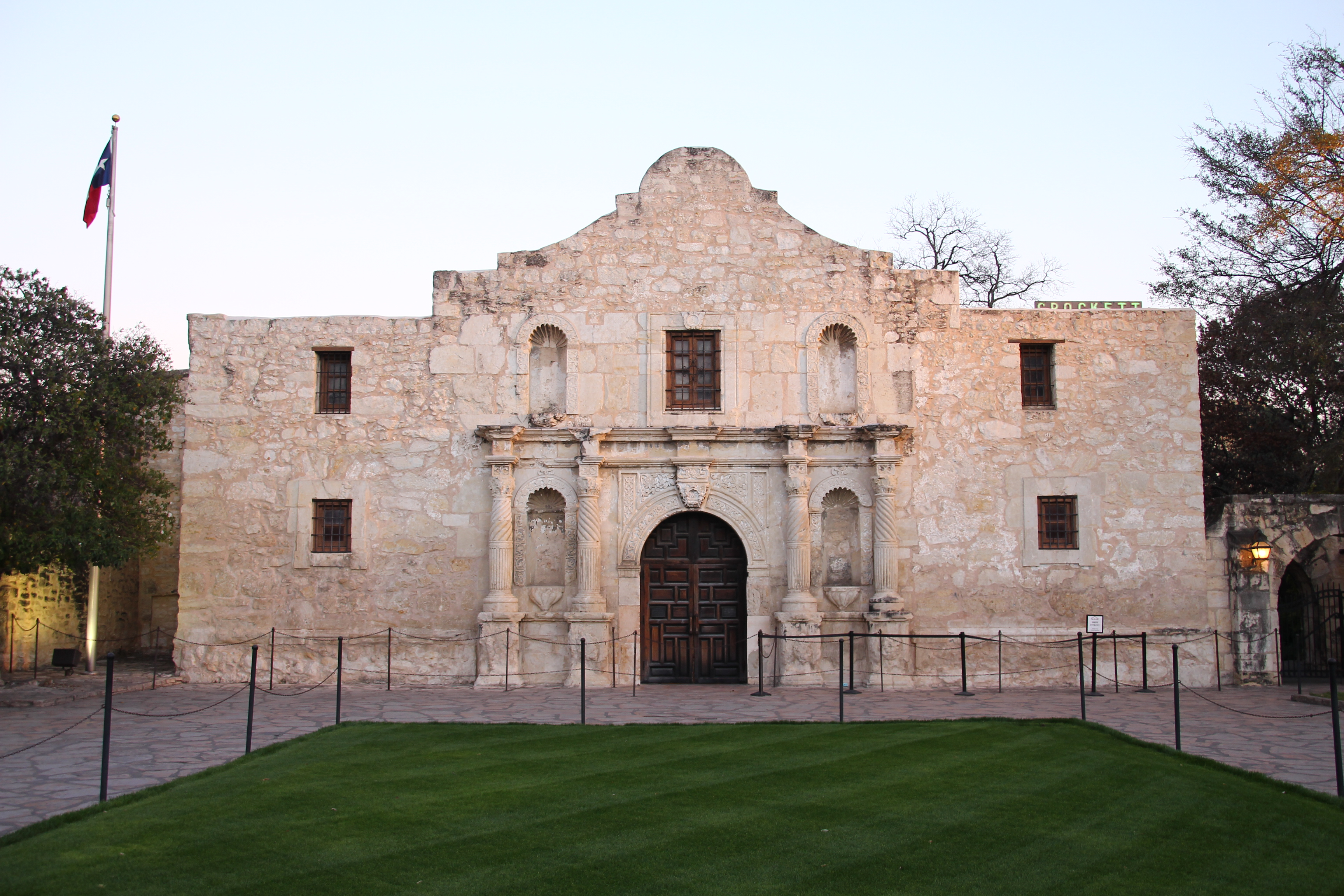
تظهر مهمة ألامو بشكل بارز على ظهر العملة المعدنية.

يتضمن الوجه الأمامي نسرًا أصلعًا يقف أمام النجمة الوحيدة لولاية تكساس. يُمثل وجود نسر على الوجه الأمامي للعملة تغييرًا عن العديد من العملات الأمريكية الأخرى، تتميز تقليديًا بوجود نسور على الوجه الخلفي. في النماذج المبكرة من العملة المعدنية، كان النسر يحمل إكليل الغار في مخالبه، ولكن غُير ذلك إلى فرع من شجرة البلوط للتصميم النهائي. ترافق ستة نجوم ملصق نصف الدولار في الأسفل، ومن المحتمل أن تكون في إشارة إلى الأعلام الستة التي رفرفت فوق تكساس. الشعاران المزدوجان "نحن نثق في الله" و "من الكثرة إلى واحد" يحيطان بالنجمة. النص United-States-of-America، الذي يمتد على طول الحافة العلوية للوجه، يحتوي على علامة وصل لأسباب غير معروفة.
يتضمن الجانب الخلفي سلسلة معقدة من العناصر. الإلهة المجنحة النصر ترتدي قبعة الحرية، وتجلس القرفصاء وهي تحمل ألامو، وغصن زيتون. إلى جانبها، يوجد داخل السحاب تمثالان نصفيان لزعيمي ولاية تكساس سام هيوستن وستيفن أوستن، وكل منهما تعرف عليه من خلال ملصق صغير للغاية. خلف الشكل المركزي توجد ستة أعلام، على الرغم من أنها غير واضحة ومغطاة جزئيًا بلفافة تحمل كلمة الحرية، وهي إضافة مطلوبة بموجب قانون العملة لعام 1792. وضع شعار "تذكر ألامو"، وهو شعار حشد من سكان تكساس أثناء الثورة، على طول الحافة السفلية للعملة العكسية. عندما تكون علامة دار السك موجودة، توضع أسفل النصر. الأحرف الأولى من اسم كوبيني، PC، موجودة بجوار الزاوية اليمنى السفلية من ألامو.

### استقبال
كتب لوري إلى سكرتير لجنة الفنون الجميلة إتش بي كيمرير قبل وقت قصير من الموافقة على العملة، ووصف التصميم النهائي بأنه "مُحسَّن كثيرًا" مقارنةً بالنموذج الأولي، لكنه في النهاية تأخر بسبب العدد الكبير من عناصر التصميم المنفصلة. في عام 1937، كتب تاجر العملات المعدنية في فورت وورث، بي ماكس ميل، أن تصوير النصر كان غير ضروري وصرف الانتباه عن فكرة ألامو. ذكر أيضًا أن التصميم كان عالي الجودة على نطاق أوسع، ولكن "عندما قُلص إلى حجم العملة المعدنية الفعلي، فإنه ليس ساخنًا جدًا."
وصف مؤرخ الفن وعالم العملات كورنيليوس كلاركسون فيرمولي الثالث الوجه الخلفي المعقد للعملة بأنه tour de force التي قام بها كوبيني "و"انتصار كلاسيكي لمدى إمكانية جمع الكثير من الأموال بنجاح على عملة معدنية". اتخذ علماء العملات أنتوني سوياتيك ووالتر برين وجهة نظر أكثر سلبية بشأن العملة، وصفوا تصميم الوجه الخلفي بأنه "مربك بشكل لا يُصدق"، وعرضة بشكل خاص لعدم القدرة على القراءة بسبب سوء الضرب.

## الإنتاج والتوزيع

### عدد 1934

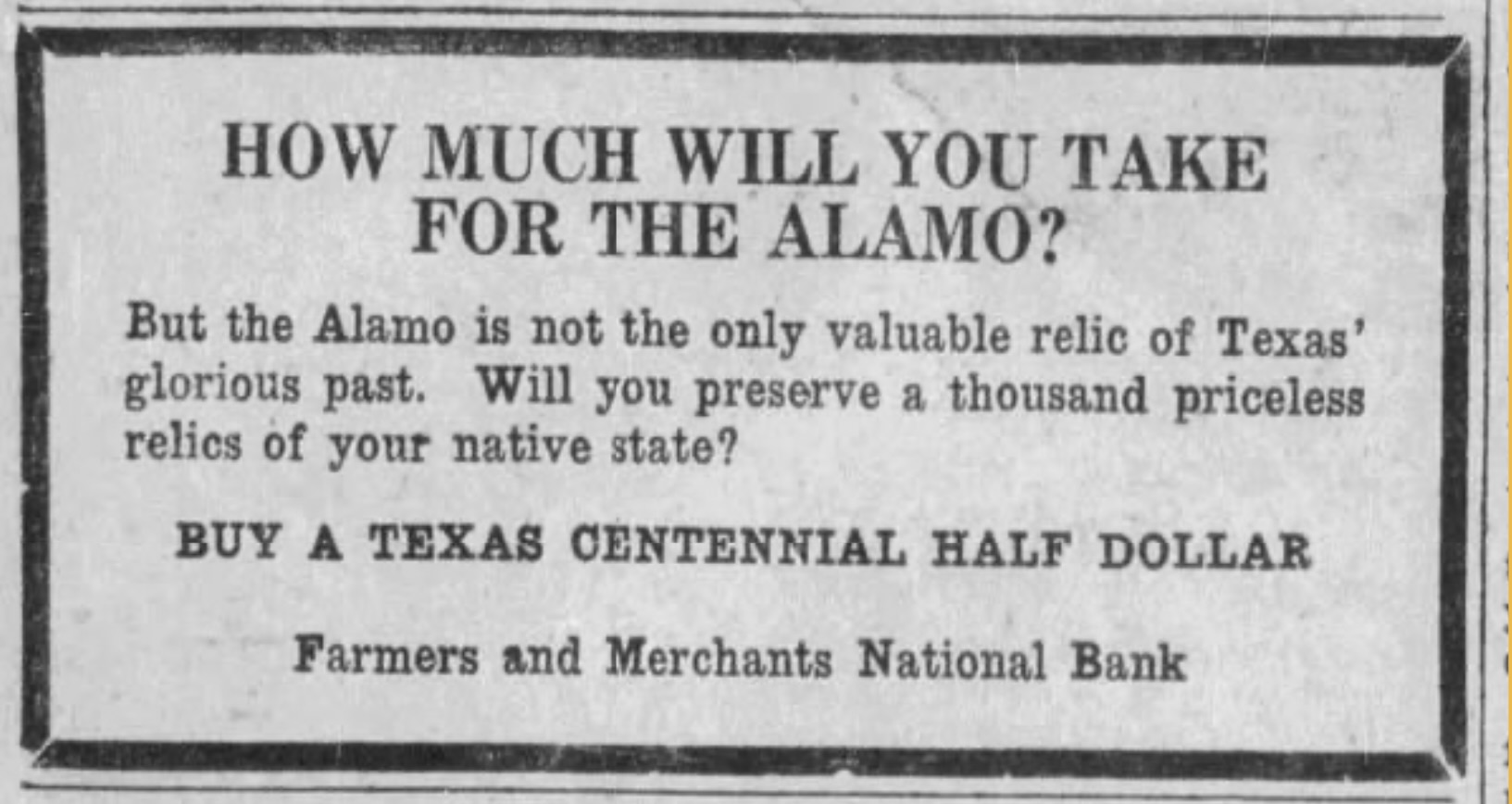
إعلان عن نصف دولار تكساس المئوية لعام 1934، يناير 1935

انتج 205,113 من العملات المعدنية في دار سك العملة في فيلادلفيا في شهري أكتوبر ونوفمبر 1934. على الرغم من أن هذا أقل بكثير من الرقم المصرح به في البداية وهو 1,500,000، إلا أنه كان يُعتبر عددًا كبيرًا من العملات التذكارية لهذه الفترة. تأخر التوزيع قليلاً عن الهدف الأولي في نوفمبر/تشرين الثاني 1934، ليصبح متاحًا للجمهور في الشهر التالي. أُرسلت معظم النقود المطبوعة إلى بنك الاحتياطي الفيدرالي في دالاس وفروعه في هيوستن، سان أنطونيو، وإل باسو، مع إرسال المزيد إذا لزم الأمر ودفع ثمنها.
بيعت أول العملات المعدنية في 15 ديسمبر/كانون الأول عبر مزاد علني على درجات مبنى الكابيتول بولاية تكساس في أوستن، بعد العرض العسكري. اشترى الحاكم السابق جيمس إي فيرجسون العملة المعدنية الأولى بمبلغ 90 دولارًا لتقديمها إلى زوجته الحاكم الحالي ميريام أ. "ما" فيرجسون. العملة المعدنية الثانية التي وصلت إلى تكساس ذهبت إلى عمدة أوستن توم ميلر مقابل 50 دولارًا. عرضت بعض العملات المعدنية في غرفة تجارة أوستن حتى يتمكن الجمهور من التعرف على مظهرها.
بيعت العملة المعدنية الأولية بشكل أساسي من خلال البنوك في تكساس بسعر دولار واحد لكل عملة، بدءًا من 20 ديسمبر/كانون الأول 1934. وضع مسؤولو الفيلق العملات الأولى التي ستُباع في عدد من المدن للبيع في مزاد علني- في بان هاندل، بيعت أول عملتين بقيمة 40 دولارًا و10 دولارات؛ في أماريلو، بيعت كل منهما بقيمة 35 دولارًا. كانت الأموال الإضافية المكتسبة من المزادات الأولية مخصصة لتغطية نفقات الفيلق، بحيث يمكن التبرع بخمسين سنتًا من كل عملة تُباع للمتحف.
في أوائل مارس/أذار 1935، قُدمت نماذج من العملة المعدنية إلى الرئيس روزفلت ونائب الرئيس جون نانس جارنر. انضمت المنظمات المدنية ومجموعات أخرى إلى الفيلق في بيع العملات المعدنية؛ وكان لدى أماريلو حصة قدرها 5000 نصف دولار. بحلول نهاية شهر فبراير/شباط، اشترى سكان باريس، تكساس، 95 من حصة مدينتهم البالغة 100 عملة معدنية.

### الأعداد اللاحقة
طلبت لجنة الذكرى المئوية للفيلق الأمريكي في تكساس من الجمهور شراء عملات تكساس التذكارية. تُباع هذه العملات بسعر دولار واحد للواحدة، وستذهب علاوة الخمسين سنتًا على الدولار بالكامل إلى صندوق لبناء متحف تكساس التذكاري في حرم جامعة تكساس.... يُشكل هذا التبرع لتكساس أزهى فصل في التاريخ المجيد للفيلق الأمريكي في تكساس. ستزداد قيمة نصف دولار مع مرور السنين. مات الأبطال من أجل تكساس. سيشتري الأبطال من أجل تكساس. احصل اليوم على تذكارك من أجل تكساس. "عملة معدنية في كل منزل في تكساس".

أنتوني جارلاند أدير، صحيفة ماك ألين ديلي برس، 4 يونيو 1935
ذكرت الصحافة في الأول من أبريل/نيسان عام 1935 أنه بيع حوالي 100 ألف قطعة نقدية، سرعان ما تناقض هذا، ففي يونيو، أبلغ أداير عن مبيعات بلغت 80 ألف قطعة (نصفها خارج تكساس) وفي الأول من ديسمبر، ذكرت صحيفة سان أنجيلو ستاندرد تايمز أنه بيع 30 ألف قطعة فقط. حصل مشروع المتحف على مخصصات قدرها 22,5000 دولار من الهيئة التشريعية في تكساس ومخصص آخر قدره 300,000 دولار من الكونغرس، نُقلت المسؤولية عن العملات المعدنية إلى مجلس إدارة المتحف، مع تعيين بوفورد إتش جيستر، من كورسيكانا، تكساس، رئيسًا لجمع التبرعات للعملات المعدنية.
نتيجة لقلة الطلب، اذابت وزارة الخزانة 143,650 عملة غير مباعة، حيث لم تضرب الدار المزيد حتى يُسدد ثمن إصدار عام 1934 أو تدميره. في أغسطس 1935، اقترح أداير أن تُطلب العملات المعدنية التي تحمل تاريخ ذلك العام من دار سك العملة، وفي نوفمبر، أكدت مساعدة مدير دار سك العملة ماري إم. أوريلي هذا. أنتجت دور سك العملة في فيلادلفيا، دينفر، وسان فرانسيسكو 10 آلاف قطعة نقدية لكل منها في نوفمبر 1935، إلى جانب عدد صغير من القطع المخصصة لأغراض التحليل. بيع إصدار عام 1935 بسعر مرتفع بلغ 1.50 دولارًا لكل عملة، في حين كان مخزون اللجنة المتبقي من عملات عام 1934 متاحًا مقابل 1.15 دولارًا لكل منها. شُحنت العملات المعدنية إلى المشترين في مظاريف، وفي بعض الأحيان في حاملات من الورق المقوى. وتعبئة بعضها بشكل غير رسمي بواسطة ميل في صناديق. في ديسمبر 1935، أعلن أوريلي أنه ستُسك 30 ألف نصف دولار من فئة الخمسين دولارات المئوية في تكساس بتاريخ 1936. كتب ميل بعد ذلك بوقت قصير: "لست بريئًا تمامًا من الذنب لإصدار هذا العدد الكبير من هذه العملات. اتصلت بي اللجنة وقدمت لهم فكرتي حول كيفية بيع المزيد من العملات."
وعزا أداير ضعف مبيعات العدد الصادر عام 1934 إلى الميزانية الإعلانية الصغيرة. كتب والتر بي. نيكولز، الذي أصبح لاحقًا موزعًا لنصف دولار مقاطعة يورك الثالث، إلى أداير موصيًا اللجنة بإجراء تغيير في التصميم لبيع المزيد من العملات المعدنية. وبما أن إجراء أي تعديلات على التصميم يتطلب موافقة الكونغرس، قدم السيناتور توم كونالي من ولاية تكساس مشروع قانون في عام 1936 للسماح بإصدار طبعة جديدة من العملة. سمح مشروع القانون، S. 3721، بخمسة اختلافات منفصلة في التصميمات في محاولة لزيادة المبيعات، حصل على جلسة استماع في 11 مارس/أذار 1936 أمام لجنة برئاسة السيناتور ألفا ب. آدامز من كولورادو. استمعت لجنة آدامز إلى شهادة من تاجر العملات المعدنية في إل باسو ليمان دبليو هوفكر وفرانك دافيلد، محرر مجلة The Numismatist. شهدوا بأنه إصدار عدة عملات تذكارية على مدى عدة سنوات وفي جميع دور سكت العملة الثلاثة. أدى هذا إلى زيادة التكلفة الإجمالية على المجمع بطريقة اعتبروها مسيئة. لم يوافق على الاقتراح الخاص بالتصاميم الخمسة.
في هذه الأثناء، حاول جستر بيع العملات التي سُكت بالفعل، وأعلن في فبراير/شباط 1936 أنه ستُشكل لجان مبيعات في كل من المناطق الانتخابية الـ31 في ولاية تكساس. في ذلك الوقت، كانت العملات المعدنية تُباع بواسطة 314 بنكًا في 236 بلدية في تكساس. كشف جستر، الذي حدد الأسعار عند 1.50 دولار للعملات المعدنية المؤرخة في عام 1935، و1.15 دولار لعام 1934، أنه بيع 30 ألف نصف دولار تكساسي، وبيعت الأغلبية منها خارج تكساس. في 25 أبريل/نيسان، أعلن أداير أن العملات المعدنية المؤرخة عام 1936 كانت معروضة للبيع بسعر 4.50 دولارًا للمجموعة المكونة من ثلاث عملات، وأن إصدار عام 1935نفدت، وأن إصدار عام 1934 لا يزال متاحًا.

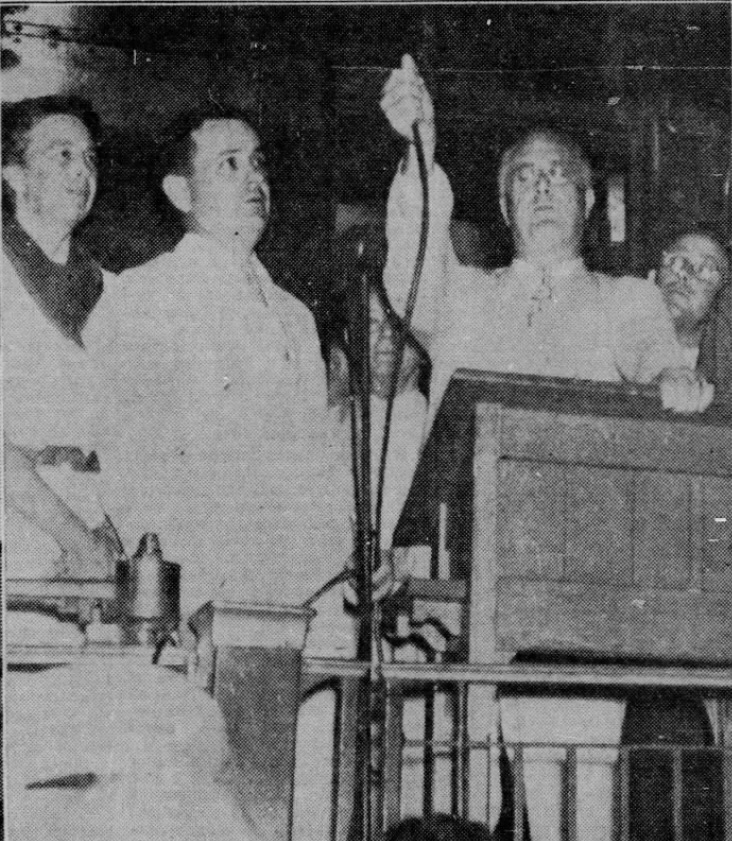
فرانكلين د. روزفلت (ذراعه مرفوعة) يطلق النار لبدء بناء متحف تكساس التذكاري الممول بالعملة المعدنية، يونيو 1936.

بدأ العمل في إنشاء المتحف بأمر من الرئيس روزفلت في 11 يونيو 1936. بيعت العملة المعدنية في كشك في معرض تكساس المئوي في دالاس، وكذلك في الاحتفالات في أوستن في الحرم الجامعي، في أيام الحدود في فورت وورث، في مهرجان الطماطم الوطني في جاكسونفيل، تكساس، ومن قِبل فرقة جامعة تكساس لونجهورن في جولتها بالقطار في الشرق والجنوب الشرقي تكريمًا للذكرى المئوية.
استمر استخدام العملات المعدنية لجمع التبرعات للمتحف. واستمر انخفاض المبيعات، ولكن صدر حوالي 8000 عملة معدنية في كل من دور سك العملة الثلاثة خلال شهري أبريل ومايو من عام 1937.في أغسطس، ومع اقتراب المتحف من الاكتمال، نشرت صحيفة فيكتوريا أدفوكيت رقمًا لإجمالي المبيعات بلغ 132,111. افتُتح المتحف في 19 ديسمبر 1937، برئاسة الحاكم جيمس في. ألريد في حفل الافتتاح، وافتُتح للجمهور في 15 أغسطس 1938. ذكرت وكالة يونايتد برس أن المتحف يمثل "سنتين من مبيعات نصف دولارات تكساس المئوية، وسنتين من أعمال البناء، وتكلفة 600,000 دولار".
سك الإصدار النهائي من 5000 قطعة نقدية في كل دار سك في يناير 1938، وبيعت من قِبل اللجنة بسعر متزايد قدره 2.00 دولار لكل عملة. صرح تشارلز جيه هاريس، السكرتير التنفيذي للجنة العملات، أن البيع من المرجح أن يجمع أموالاً كافية لسداد الالتزامات المتبقية تجاه المتحف. واجهت اللجنة صعوبة في بيع كل من إصدارات عام 1938 ومخزونها المتبقي من العملات المعدنية من السنوات السابقة؛ رجع العديد منها إلى الخزانة من أجل صهرها بعد انتهاء المبيعات في نوفمبر 1938. وفي المجمل، سك 304 آلاف قطعة نقدية خلال فترة الإصدار التي استمرت أربع سنوات، وهو عدد أقل بكثير من الرقم المصرح به في البداية وهو 1,500,000 قطعة. ومن بين هذه العملات، رجعت أغلبية طفيفة، 154,522 عملة معدنية، صُهرت بواسطة الخزانة.  في 5 أغسطس 1939، ألغى الكونغرس جميع التصاريح غير المنتهية الصلاحية للعملات التذكارية، مما وضع نهاية رسمية لعملة تكساس والعديد من سلاسل العملات التذكارية الأخرى التي سكت على مدار سنوات متعددة، مثل إصدار مسار أوريغون.

### أرقام سك العملة
| التاريخ | دار السك | وزع     | فحص | صهر     | Net    |
| ------- | -------- | ------- | --- | ------- | ------ |
| 1934    | (P)      | 205,000 | 113 | 143,650 | 61,350 |
| 1935    | (P)      | 10,000  | 8   | 12      | 9,988  |
| 1935    | D        | 10,000  | 7   | 0       | 10,000 |
| 1935    | S        | 10,000  | 8   | 0       | 10,000 |
| 1936    | (P)      | 10,000  | 8   | 1,097   | 8,903  |
| 1936    | D        | 10,000  | 7   | 968     | 9,032  |
| 1936    | S        | 10,000  | 8   | 943     | 9,057  |
| 1937    | (P)      | 8,000   | 5   | 1,434   | 6,566  |
| 1937    | D        | 8,000   | 6   | 1,401   | 6,599  |
| 1937    | S        | 8,000   | 7   | 1,370   | 6,630  |
| 1938    | (P)      | 5,000   | 5   | 1,225   | 3,775  |
| 1938    | D        | 5,000   | 5   | 1,230   | 3,770  |
| 1938    | S        | 5,000   | 6   | 1,192   | 3,808  |

## جمع

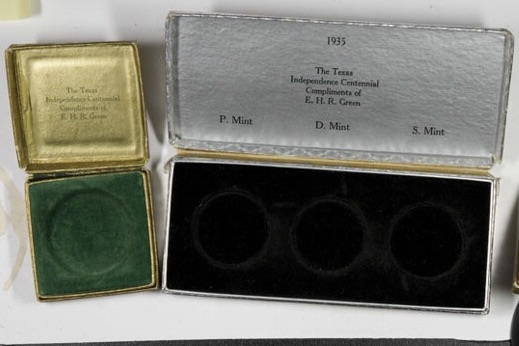
حاملات عملة واحدة وثلاث عملات معدنية لإصدار الذكرى المئوية لتكساس

على الرغم من أن إصدار عام 1934 من العملة المعدنية هو الأكثر عددًا على الإطلاق، تعامل معه باعتباره تذكارًا جديدًا، بالتالي غالبًا ما يُعثر عليه في حالة سيئة التعامل أو متداولة. تعتبر الضربات السيئة شائعة، وخاصة على ظهر العملة، وكذلك الأضرار الناجمة عن التلميع أو التنظيف غير السليم. تعتبر الاختلافات في الأسعار بين الإصدارات المختلفة طفيفة في الدرجات ذات الحالة الأقل من دار السك، ولكنها تتباعد بشكل كبير في MS-65 وما بعده. وصف سوياتيك عملة 1935-D بأنها الأكثر جاذبية في السلسلة، مع مظهر يشبه الإثبات في وقت مبكر من تشغيل الإنتاج.
على الرغم من انخفاض المبيعات، اكتسبت العُملات المعدنية شعبية كبيرة بين هواة الجمع. ظلت قيمتها تقريبًا عند سعر إصدارها الأصلي حتى الخمسينيات من القرن العشرين، وبعد ذلك بدأت في الارتفاع. بحلول عام 1980، بيع نماذج العملة المعدنية في حالة دار السك بأكثر من 100 دولار أمريكي لكل عملة، مع ارتفاع الأسعار بالنسبة للإصدارات ذات الاصدار الأقل. يُدرج الإصدار الفاخر من كتاب RS Yeoman 's A Guide Book of United States Coins، الذي نُشر في عام 2020، العملة المعدنية بسعر يتراوح بين 130 دولارًا و1900 دولارًا، اعتمادًا على التاريخ، علامة دار السك، والحالة. بيعت عينة استثنائية من إصدار عام 1936 في فيلادلفيا مقابل 14100 دولار في عام 2015.

### الاستشهادات
1. ↑  Flynn 2008، صفحة 354.
2. ↑  Crowell's Dictionary of Business and Finance. Thomas Y. Crowell Company. 1923. ص. 121. OCLC:1123997620. مؤرشف من الأصل في 2022-11-23.
3. 1 2  Yeoman 2020، صفحة 1083.
4. 1 2  Swiatek & Breen 1981، صفحات 234–237.
5. ↑  Barnes، Lorraine (19 ديسمبر 1934). "War Vet Swings $1,500,000 Deal And Wins That Sum --In Pleasure". Austin American-Statesman. ص. 1. مؤرشف من الأصل في 2024-12-11. اطلع عليه بتاريخ 2024-07-02 – عبر Newspapers.com.
6. ↑  "Plan Outlined for Jubilee in Texas". Abilene Daily Reporter. 3 مارس 1932. ص. 2. مؤرشف من الأصل في 2024-12-11. اطلع عليه بتاريخ 2024-06-29 – عبر Newspapers.com.
7. ↑  "Centennial Coin Bill Sent to F.D. For Signature". Austin American-Statesman. 11 يونيو 1933. ص. 1. مؤرشف من الأصل في 2024-12-11. اطلع عليه بتاريخ 2024-06-29 – عبر Newspapers.com.
8. 1 2 3 4 5  Taxay 1967، صفحات 132–133.
9. 1 2 3 4 5 6  Bowers 1991، صفحة 267.
10. ↑  "Texas Coins Approved". Waco Times Herald. 8 يونيو 1933. ص. 1. مؤرشف من الأصل في 2024-12-11. اطلع عليه بتاريخ 2024-06-29 – عبر Newspapers.com.
11. ↑  السجل الكونغرسي [الإنجليزية], June 10, 1933, page 5634 نسخة محفوظة 2024-12-11 على موقع واي باك مشين.
12. ↑  "Texas Coinage Bill Signed". Corsicana Daily Sun. 16 يونيو 1933. ص. 15. مؤرشف من الأصل في 2024-12-11. اطلع عليه بتاريخ 2024-06-29 – عبر Newspapers.com.
13. 1 2 3  Barnes، Lorraine (19 ديسمبر 1934). "War Vet Swings $1,500,000 Deal And Wins That Sum --In Pleasure". Austin American-Statesman. ص. 1. مؤرشف من الأصل في 2024-12-11. اطلع عليه بتاريخ 2024-07-02 – عبر Newspapers.com.Barnes, Lorraine (December 19, 1934).
14. ↑  Flynn 2008، صفحة 351.
15. ↑  Bowers 1991، صفحات 267–269.
16. ↑  Bowers 1991، صفحة 265.
17. 1 2  Vermeule 1971، صفحة 186.
18. ↑  Remy، Caroline؛ Levering، Jean L.؛ Branda، Eldon Stephen؛ Curlee، Kendall (19 يوليو 2023). "Coppini, Pompeo Luigi (1870–1957)". Handbook of Texas. جمعية ولاية تكساس التاريخية [الإنجليزية]. مؤرشف من الأصل في 2024-12-15. اطلع عليه بتاريخ 2024-08-10.
19. ↑  "Support of Texas Centennial Urged". Austin American. 1 أغسطس 1933. ص. 10. مؤرشف من الأصل في 2024-12-11. اطلع عليه بتاريخ 2024-06-29 – عبر Newspapers.com.
20. ↑  Taxay 1967، صفحة 133.
21. 1 2  Taxay 1967، صفحات 135–136.
22. 1 2  Swiatek & Breen 1981، صفحات 233–234.
23. ↑  Swiatek & Breen 1981، صفحة 233.
24. ↑  Rochette، Ed (6 أكتوبر 1985). "Collectors Remember the Alamo". نيوزداي. ص. 69. بروكويست 285372898. مؤرشف من الأصل في 2024-12-15. اطلع عليه بتاريخ 2024-07-09 – عبر Proquest. {{استشهاد بخبر}}: templatestyles stripmarker في |المعرف= في مكان 1 (مساعدة)
25. ↑  Mehl 1937، صفحات 26–27.
26. ↑  Swiatek & Breen 1981، صفحة 234.
27. ↑  Swiatek 2012، صفحة 236.
28. ↑  "Commemorative Half-Dollars On Sale Here". Pampa Daily News. 30 ديسمبر 1934. ص. 1, 7. مؤرشف من الأصل في 2024-12-14. اطلع عليه بتاريخ 2024-07-02 – عبر Newspapers.com.
29. ↑  "Ma Owns First Centennial Coin as Auction Ends". Austin American-Statesman. 16 ديسمبر 1934. ص. 1, 2. مؤرشف من الأصل في 2024-12-11. اطلع عليه بتاريخ 2024-07-02 – عبر Newspapers.com.
30. ↑  "Commemorative Half-Dollars On Sale Here". Pampa Daily News. 30 ديسمبر 1934. ص. 1, 7. مؤرشف من الأصل في 2024-12-14. اطلع عليه بتاريخ 2024-07-02 – عبر Newspapers.com."Commemorative Half-Dollars On Sale Here".
31. ↑  "Centennial Coins". Houston Post. 30 ديسمبر 1934. ص. 6. مؤرشف من الأصل في 2024-12-11. اطلع عليه بتاريخ 2024-07-02 – عبر Abilene Daily Reporter and Newspapers.com.
32. ↑  "Centennial 'Four-Bit' Piece Given Garner". Fort Worth Star-Telegram. 3 مارس 1935. ص. 13. مؤرشف من الأصل في 2024-12-11. اطلع عليه بتاريخ 2024-07-03 – عبر Newspapers.com.
33. ↑  "Coin Sale to Build Museum". The Amarillo Globe-Times. 7 مارس 1935. ص. 3. اطلع عليه بتاريخ 2024-07-03 – عبر Newspapers.com.
34. ↑  "Centennial Coins Sold". The Paris Times. 28 فبراير 1935. ص. 2. مؤرشف من الأصل في 2024-12-11. اطلع عليه بتاريخ 2024-07-03 – عبر Newspapers.com.
35. ↑  Adair، Anthony Garland (4 يونيو 1935). "Buying of New Coins to Help Museum Plans". McAllen Daily Press. ص. 2. مؤرشف من الأصل في 2024-12-11. اطلع عليه بتاريخ 2024-08-11 – عبر Newspapers.com.
36. ↑  "Legion Funds for Museum Are Growing". Pampa Daily News. 1 أبريل 1935. ص. 1. مؤرشف من الأصل في 2024-12-11. اطلع عليه بتاريخ 2024-07-03 – عبر Newspapers.com.
37. ↑  "Official of Texas Still Has Only Two Children in Family". Shreveport Journal. 14 يونيو 1935. ص. 24. مؤرشف من الأصل في 2024-12-13. اطلع عليه بتاريخ 2024-07-03 – عبر Newspapers.com.
38. ↑  Bowers 1991، صفحة 270.
39. ↑  "Few W Texans Anxious to Pay $1 for 50 Cents". San Angelo Standard-Times. 1 ديسمبر 1935. ص. 10. مؤرشف من الأصل في 2024-12-11. اطلع عليه بتاريخ 2024-07-03 – عبر Newspapers.com.
40. ↑  "New Coin Orders Soon". San Angelo Standard-Times. 18 أغسطس 1935. ص. 21. اطلع عليه بتاريخ 2024-07-03 – عبر Newspapers.com.
41. ↑  "Government Moves to Coin More Half Dollars Texas Centennial Issue". Wichita Falls Times. 12 نوفمبر 1935. ص. 3. مؤرشف من الأصل في 2024-12-12. اطلع عليه بتاريخ 2024-07-03 – عبر Newspapers.com.
42. ↑  Bowers 1991، صفحة 271.
43. ↑  "Centennial Coins Will Be Minted". Abilene Daily Reporter. 12 ديسمبر 1935. ص. 12. مؤرشف من الأصل في 2024-12-11. اطلع عليه بتاريخ 2024-07-03 – عبر Newspapers.com.
44. ↑  Mehl 1937، صفحة 26.
45. 1 2 3 4  Bowers 1991، صفحات 268–270.
46. 1 2 3 4 5  Swiatek & Breen 1981، صفحات 237–238.
47. ↑  Senate hearing، صفحة iii.
48. ↑  Bowers 1991، صفحات 248–249, 301–302.
49. ↑  "Texas University to have a Great Memorial Museum". The Hamlin Herald. 14 فبراير 1936. ص. 2. مؤرشف من الأصل في 2024-12-11. اطلع عليه بتاريخ 2024-07-05 – عبر Newspapers.com.
50. ↑  Knight، Hugh (16 فبراير 1936). "Coins". بيتسبرغ برس. ص. 47. مؤرشف من الأصل في 2024-12-11. اطلع عليه بتاريخ 2024-07-05 – عبر Newspapers.com.
51. ↑  "30,000 Texas Coins Ready for Disposal". فيلادلفيا انكوايرر (شركة). 26 أبريل 1936. ص. 18. اطلع عليه بتاريخ 2024-07-05 – عبر Newspapers.com.
52. ↑  Midkiff، Morris (12 يونيو 1936). "30,000 Austin People Greet President Roosevelt". The Austin American. ص. 1. مؤرشف من الأصل في 2024-12-13. اطلع عليه بتاريخ 2024-07-05 – عبر Newspapers.com.
53. ↑  "Sale of Centennial Coins Being Offered Many State Points". Corsicana Daily Sun. 22 يوليو 1936. ص. 9. مؤرشف من الأصل في 2024-12-11. اطلع عليه بتاريخ 2024-07-05 – عبر Newspapers.com.
54. ↑  "Untitled". The Comanche Chief. 29 مايو 1936. ص. 4. مؤرشف من الأصل في 2024-12-11. اطلع عليه بتاريخ 2024-07-05 – عبر Newspapers.com.
55. ↑  "Untitled". The Kerrville Times. 9 أبريل 1936. ص. 3. مؤرشف من الأصل في 2024-12-11. اطلع عليه بتاريخ 2024-07-05 – عبر Newspapers.com.
56. ↑  "First Unit of New Memorial Museum to be Ready Soon". Victoria Advocate. 27 أغسطس 1937. ص. 1. مؤرشف من الأصل في 2024-07-06. اطلع عليه بتاريخ 2024-07-06 – عبر Newspapers.com.
57. ↑  "Allred Praises Texas Memorial Museum". Wichita Falls Times. 20 ديسمبر 1937. ص. 2. مؤرشف من الأصل في 2024-12-11. اطلع عليه بتاريخ 2024-07-06 – عبر Newspapers.com.
58. ↑  "Texas Memorial Museum Opens Doors to Public; Structure is Art Masterpiece". Clovis News-Journal. 18 أغسطس 1938. ص. 12. مؤرشف من الأصل في 2024-12-11. اطلع عليه بتاريخ 2024-07-06 – عبر Newspapers.com.
59. ↑  "1938 Centennial Coins Received". Austin American. 22 يناير 1938. ص. 12. مؤرشف من الأصل في 2024-12-12. اطلع عليه بتاريخ 2024-07-06 – عبر Newspapers.com.
60. ↑  Swiatek & Breen 1981، صفحات 282–283.
61. ↑  Swiatek 2012، صفحات 236–237.
62. ↑  Bowers 1991، صفحات 270–275.
63. ↑  Yeoman 2020، صفحات 1083–1084.

### فهرس
- Bowers، Q. David (1991). Commemorative Coins of the United States: A Complete Encyclopedia. Bowers and Merena Galleries. ISBN:0-943161-36-3.
- Flynn، Kevin (2008). The Authoritative Reference on Commemorative Coins 1892–1954. Kyle Vick. OCLC:711779330.
- Mehl، B. Max (1937). The Commemorative Coins of the United States. B. Max Mehl. OCLC:2872685.
- Swiatek، Anthony (2012). Encyclopedia of the Commemorative Coins of the United States: History, Art, Investment & Collection of America's Memorial Coinage (ط. 2nd). KWS Publishers. ISBN:978-0-9817736-7-4.
- Swiatek، Anthony؛ Breen، Walter (1981). Encyclopedia of United States Silver & Gold Commemorative Coins 1892-1954. Arco Publishing. ISBN:0-668-04765-8.
- Taxay، Don (1967). An Illustrated History of U.S. Commemorative Coinage. Arco Publishing. LCCN:67-10696.

- United States Senate Committee on Banking and Currency (11 مارس 1936). Coinage of commemorative 50-cent pieces. United States Government Printing Office. مؤرشف من الأصل في 2025-04-04.
- Vermeule، Cornelius Clarkson III (1971). Numismatic Art in America: Aesthetics of the United States Coinage. Belknap Press of Harvard University Press. ISBN:978-0-674-62840-3. SBN:674-62840-3.
- Yeoman، R. S. (2020). A Guide Book of United States Coins (ط. Mega Red 5th). Whitman Publishing, LLC. ISBN:978-0-7948-4705-0.

1. ↑  Spain، France، Mexico, the جمهورية تكساس, the الولايات المتحدة, and the الولايات الكونفدرالية الأمريكية[23]